# Povertà in Romania
Uno dei maggiori problemi della Romania moderna e contemporanea è la povertà, assieme alla corruzione. Secondo i dati dell'Eurostat per l'anno 2013, Romania è al primo posto nell'Unione europea per povertà relativa, con il 25,4%. I dati dell'Istituo nazionale di statistica della Romania dicono che 8,5 milioni di persone sono a rischio povertà e esclusione sociale. Un terzo della popolazione soffre di privazioni materiali severe, nel senso che non possono permettersi beni di prima necessità per una vita decente.
La Romania è una delle nazioni europee con la disuguaglianza sociale più alta, con il 20% della popolazione che ha introiti sette volte più grandi del 20% dei più poveri, secondo Eurostat.

## Statistica
Nel 2011, 4,74 milioni sono a rischio povertà (con reddito più basso del 60% del reddito medio), 6,28 milioni se confrontato con la mancanza di mezzi minimi indispensabili, 1,14 milioni che vivono in abitazioni prive di standard minimi. In Romania vivono e lavorano il 45% della intera popolazione in campagna e il rischio di povertà estrema è molto più forte in zone rurali (8,8%) rispetto alle zone urbane (2,2%).
Secondo il sindacato Cartel Alfa, nel 2016, 1/5 dei Romeni affronta casi di povertà, con redditi insufficienti.

### In funzione dell'etnia
Nel 2003:
- 76.8% della popolazione rom vive in povertà;
- 24.4% della etnia romena vive in povertà;
- 15% dei magiari di Romania vive in povertà;
- 18.6% di altre etnie vive in povertà.

### Per regioni
| Anno | Persone esposte al rischio di povertà e esclusione sociale (%) | Persone esposte al rischio di povertà e esclusione sociale (%) | Persone esposte al rischio di povertà e esclusione sociale (%) | Persone esposte al rischio di povertà e esclusione sociale (%) | Persone esposte al rischio di povertà e esclusione sociale (%) | Persone esposte al rischio di povertà e esclusione sociale (%) | Persone esposte al rischio di povertà e esclusione sociale (%) | Persone esposte al rischio di povertà e esclusione sociale (%) |
| Anno | București-Ilfov                                                | Centro                                                         | Nord-Est                                                       | Nord-Ovest                                                     | Sud                                                            | Sud-Est                                                        | Sud-Ovest                                                      | Ovest                                                          |
| ---- | -------------------------------------------------------------- | -------------------------------------------------------------- | -------------------------------------------------------------- | -------------------------------------------------------------- | -------------------------------------------------------------- | -------------------------------------------------------------- | -------------------------------------------------------------- | -------------------------------------------------------------- |
| 2007 | 35,1%                                                          | 37,6%                                                          | 55,1%                                                          | 38,3%                                                          | 50,3%                                                          | 51%                                                            | 55,4%                                                          | 34,2%                                                          |
| 2008 | 36,2%                                                          | 37,2%                                                          | 54,5%                                                          | 33,7%                                                          | 45,6%                                                          | 48,6%                                                          | 56,5%                                                          | 33,4%                                                          |
| 2009 | 41,9%                                                          | 33,2%                                                          | 52,9%                                                          | 35,2%                                                          | 48,1%                                                          | 42,4%                                                          | 52,9%                                                          | 30,1%                                                          |
| 2010 | 34,4%                                                          | 30,3%                                                          | 51%                                                            | 30,8%                                                          | 42,7%                                                          | 51,8%                                                          | 48%                                                            | 35,5%                                                          |
| 2011 | 28,4%                                                          | 28,5%                                                          | 51,2%                                                          | 34,3%                                                          | 43,1%                                                          | 50%                                                            | 44,8%                                                          | 33,1%                                                          |
| 2012 | 31,5%                                                          | 31,6%                                                          | 52,3%                                                          | 31,9%                                                          | 43,5%                                                          | 51,7%                                                          | 46,9%                                                          | 36,2%                                                          |
| 2013 | 30,3%                                                          | 32,8%                                                          | 48,9%                                                          | 30,9%                                                          | 40,9%                                                          | 53,4%                                                          | 45,6%                                                          | 37,5%                                                          |
| 2023 | 12,3%                                                          | 31,9%                                                          | 38,9%                                                          | 24,7%                                                          | 32,9%                                                          | 45,3%                                                          | 40,5%                                                          | 27,5%                                                          |

## Reazioni internazionali
Nel novembre 2015, un rapporto dell'ONU per il problema della povertà estrema a voce di Philip Alston dichiarava "molti pubblici ufficiali romeni negano il grado di povertà, con il 40% della popolazione che è colpita da questo fenomeno, il 34,1% dei bambini soffre di mancanze materiali estreme".